# Gasim Abdullayev
Gasim Abdullayev (en azéri : Qasım İbrahim oğlu Abdullayev, né en 1873 à Choucha et mort en 1927 à Choucha) est un chanteur de mugham, khanende azerbaїdjanais.
Au cours des dernières années de sa vie, il enseigne le mugham à l'école de musique de Choucha et dirige le conseil syndical républicain des travailleurs d’art.

## Activité
Gasim Abdullayev, connu comme un bon joueur du mugham Zabul, est devenu populaire sous le nom de Zabul Gasim .
A cette époque, le mugham Segah est plus populaire dans les rassemblements du peuple azerbaïdjanais. Cependant, dans les dernières années du XIXe siècle, les chanteurs étaient plus enclins au Zabul-segah. La principale raison de cette popularité est que le joueur de tar Sadigdjan ajoute un élément supplémentaire au bras du tar pour interpréter Zabul.
Au début du XXe siècle, Zabul Gasim donne plusieurs fois des concerts à Bakou et gagne la sympathie sans fin du public. Zabul Gasim se produit pour la première fois devant le public de Bakou le 27 janvier 1903 lors du concert oriental donné dans le bâtiment du théâtre de Hadji Zeïnalabdine Taguiev avec Djabbar Garyaghdioghlu, Alasgar de Chéki et Seyid Mirbabayev.
Zabul Gasim n’est pas seulement un chanteur professionnel, il est également connu comme artiste d'opéra. Zulfugar Hadjibeyov l’invite sur scène pour la première fois et apprécie son talent artistique. L'artiste joue le rôle du père de Madjnun dans l'opéra Leyli et Majnun mis en scène le 7 août 1913 au club d'été de Choucha, à la demande du compositeur.
En 1914, Zabul Gasim se rend à Tbilissi et enregistre sa voix à l'invitation de la société "Sport-Rekord". Il enregistre Zabul-segah, Bayati-Shiraz, Humayun, Chur, Mahur-Hindi et plusieurs autres tesnifs.